# كأس ألمانيا 2013–14
كأس ألمانيا 2013–14 (بالألمانية: DFB-Pokal 2013/14)‏ هو الموسم 71 من  كأس ألمانيا. أشرف على تنظيمه اتحاد ألمانيا لكرة القدم، وكان عدد الأندية المشاركة فيه  64، وفاز فيه بايرن ميونخ.